# وينغو أندرسون
وينغو أندرسون (بالإنجليزية: Wingo Anderson) هو لاعب كرة قاعدة أمريكي، ولد في 13 أغسطس 1886 في Lillian, Texas ‏ في الولايات المتحدة، وتوفي في 19 ديسمبر 1950 في فورت وورث في الولايات المتحدة.

## وصلات خارجية
- وينغو أندرسون على موقعبيزبول رفرنس.كوم (الدوري الرئيسي) (الإنجليزية)
- وينغو أندرسون على موقعبيزبول رفرنس.كوم (الدوري الثانوي) (الإنجليزية)
- وينغو أندرسون على موقع مشجعي الرسوم البيانية (الإنجليزية)